# 山梨県立峡南高等学校
山梨県立峡南高等学校（やまなしけんりつ きょうなんこうとうがっこう）は、かつて山梨県南巨摩郡身延町に所在していた公立の高等学校である。
文化祭は、「峡香祭」という。

## 沿革
- 1923年4月 - 組合立峡南農工学校として開校。
- 1927年4月 - 山梨県に移管。
- 1948年4月 - 学制改革により、山梨県立峡南農工高校となる。
- 1955年4月 - 木材工芸科と建築科を設置。
- 1957年4月 - 山梨県立峡南高等学校に改称。
- 1963年4月 - 農業科に替え、生活科を設置。
- 1971年4月 - 生活科に替え、家政科を設置。
- 1972年8月 - 野球部が全国高校野球選手権大会へ出場。
- 1983年3月 - 野球部が選抜高等学校野球大会へ出場。
- 1988年4月 - 機械科、インテリア科に替え、電子機械科、情報デザイン科を設置。
- 1994年4月 - 建築科・情報デザイン科・家政科に替え、建築インテリア科・情報ビジネス科を設置。
- 2019年3月 - 最後の生徒募集。
- 2020年（令和2年）4月 - 峡南3校の再編により山梨県立青洲高等学校が設置される。
- 2022年3月 - 廃校。

## 出身者
- 深沢恵雄 - 元阪神タイガース / ロッテ・オリオンズ投手
- 伊藤史生 - 元ロッテオリオンズ外野手

## 交通
- 東海旅客鉄道（JR東海）身延線：久那土駅徒歩10分